# 寺本莉緒
寺本莉緒（日语：寺本 莉緒，2001年11月5日—），日本女寫真偶像和電視藝人，LesPros娛樂所屬。高中生時代出道，2018年贏得雜誌小姐亞軍，並以姣好身材在網上成名，之後更推出寫真作品。

## 生平
寺本莉緒2001年11月5日生於廣島縣廣島市。年幼時一次的模特兒經歷激發自己成為職業模特兒的目標。3歲開始跳舞，5歲彈鋼琴。她有兩個哥哥。
寺本莉緒是廣島東洋鯉魚的支持者，最喜歡的球員是菊池涼介。她每週吃多達15碗拉麵。根據官方資料，她的三圍尺寸為88G-60-88公分（35G-24-35英寸）。
參加DREAM GIRL AUDITION 2015比賽後，寺本莉緒被LesPros娛樂簽約。在2016年東京偶像節上為其他表演者宣傳。2017年，參與了各種戲劇作品，包括《屋頂上的提琴手》。2018年參加雜誌小姐大賽，時隔7年重振旗鼓，獲得「雜誌小姐」亞軍，被譽為「《週刊Young Magazine》下一代瑰寶」。寺本莉緒與其他九名決賽選手一起成立了雜誌小姐劇團，上演流行漫畫《你遭難了嗎？》的舞台劇版。為此還剪掉了長髮。
寺本莉緒就讀廣島當地的AICJ初中及高中學校，但決定為了工作轉學並搬到東京。離開前曾亮相學校拍攝的綜藝節目《戀或愛（暫稱）》（2019年）。同年，社交媒體上發布的一張私人泳裝照片在網上瘋傳，引起了日本國內外的關注，知名度大增。這也讓自己取得首次登上《週刊Playboy》的機會。
2020年3月1日，第一本寫真集《CURIOSITY》出版，同月她高中畢業。照片是在寺本莉緒首次訪問美國洛杉磯所拍攝。她表示：「本書完全自製，格外注意服裝、妝容和造型！」該書在月底的「女性才藝寫真書銷量排行榜」中排名第一，至當年7月已再版四次。2020年4月進入大學，但因新冠肺炎影響而延後就學。
官方粉絲俱樂部網站於2020年6月成立，官方YouTube頻道同年8月成立。
寺本莉緒2023年出演Netflix電視劇《相撲聖域》。

## 外部連結
- 官方网站
- 寺本莉緒的X（前Twitter）
- 寺本莉緒的Instagram帳戶
- YouTube上的りおのこと。頻道
- 寺本莉緒 - Fans'
- ☆りおりおのサンデーナイト☆的SHOWROOM專頁
- 寺本莉绪RioTeramoto的新浪微博